# Maria Franziska av Pfalz-Sulzbach
Maria Franziska av Sulzbach, född 15 juni 1724 i Schwetzingen, död 15 november 1794 i Sulzbach, var en pfalzgrevinna av Zweibrücken-Birkenfeld.

## Biografi
Maria Franziska var dotter till Josef Karl av Pfalz-Sulzbach (1694–1729) och Elisabet av Pfalz-Neuburg (1693–1728). 
År 1746 gifte hon sig med greve Fredrik Mikael Pfalz-Zweibrücken-Birkenfeld. Efter 1760 försämrades relationen till maken, och Maria Franziska födde ett barn tillsammans med en skådespelare från Mannheim. Hon förklarade sig med att hon hade blivit förledd genom hovets dåliga exempel. Hon hölls sedan i fängelse i en rad kloster fram till makens död 1767, då hon kunde släppas fri och återvända till sitt barndomshem.